# Toxorhynchites nigripes
Toxorhynchites nigripes är en tvåvingeart som först beskrevs av Edwards 1935.  Toxorhynchites nigripes ingår i släktet Toxorhynchites och familjen stickmyggor. Inga underarter finns listade i Catalogue of Life.